# Friedrich Kohlrausch (Pädagoge)

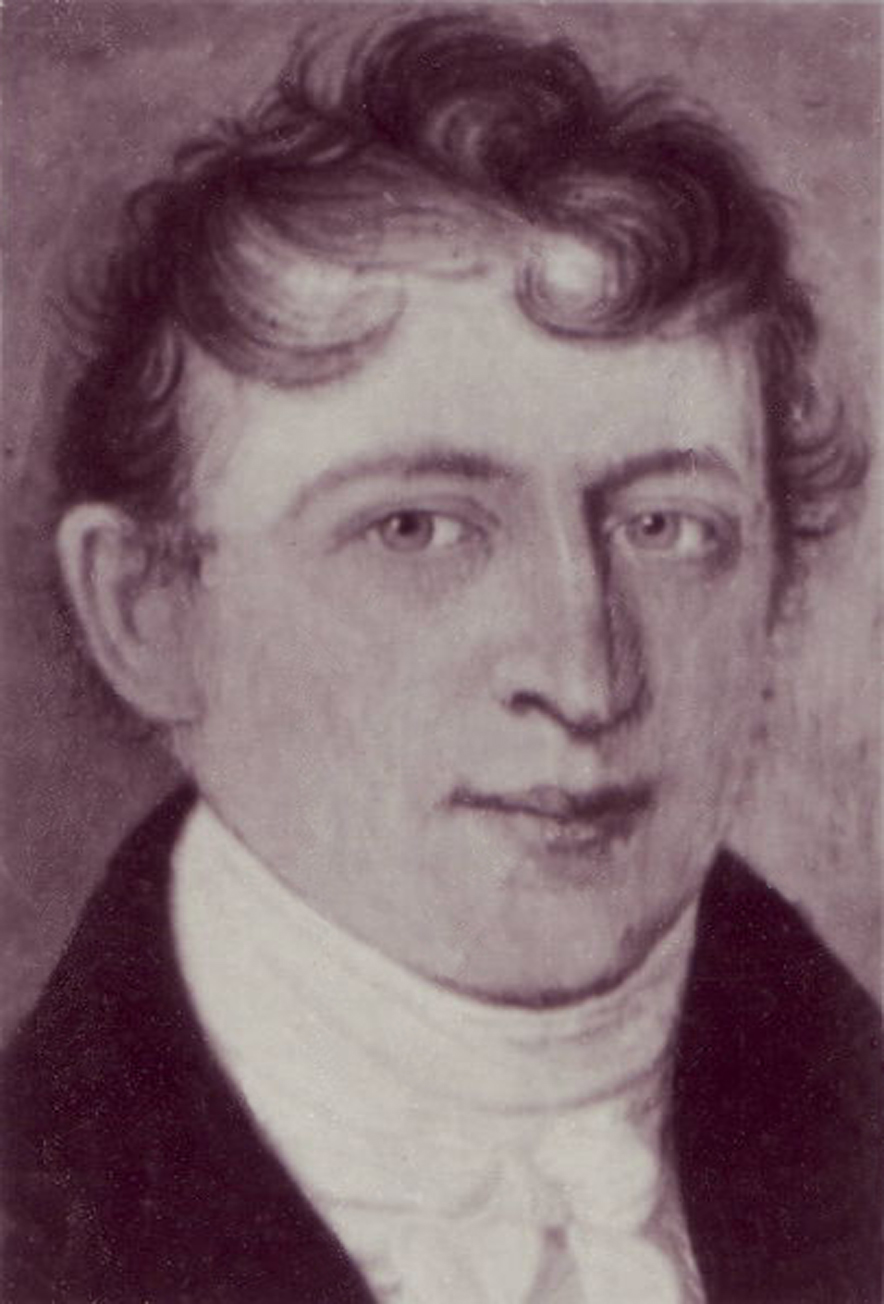
Friedrich Kohlrausch

Heinrich Friedrich Theodor Kohlrausch (* 15. November 1780 in Landolfshausen; † 30. Januar 1867 in Hannover) war ein deutscher Pädagoge und Königlich Hannoverscher Generalschuldirektor.

## Leben
Bis 1789 besuchte Kohlrausch die Volksschule in Landolfshausen, bevor er, unter der Obhut verwandter Familien, nach Hannover wechselte. Dort kam er zunächst auf die hohe Schule (das spätere Ratsgymnasium) an der Marktkirche und besuchte anschließend die Hofschule. Hier sollen Johann Christoph Salfeld, Abt von Loccum, sowie Kohlrauschs Konfirmationslehrer Gottfried Less einen nicht unbedeutenden Einfluss auf ihn ausgeübt haben. Ab 1799 studierte Kohlrausch Theologie in Göttingen, schloss sein Examen 1802 in Hannover ab und besuchte anschließend als Erzieher des Grafen Wolf von Baudissin noch die Universitäten Berlin, Kiel und Heidelberg. Mit seinem Studium in Kiel verband Kohlrausch eine Abwendung von der Theologie, was auch 1806 deutlich wurde, als er sich in Göttingen mit Fächern wie Geschichte, Literatur und römische Rechtsgeschichte befasste. Damals entstand in ihm auch der Wunsch, einmal in Göttingen eine Laufbahn als akademischer Dozent zu beginnen. Durch seinen Aufenthalt im folgenden Jahr in Heidelberg knüpfte Kohlrausch Kontakte zu Heinrich Voß, Clemens Brentano und Achim von Arnim. Bei einer anschließenden Reise in die Schweiz lernte er Johann Heinrich Pestalozzi kennen. Die allmähliche Hinwendung zur Pädagogik verstärkte sich 1808 noch, als er, zurück in Göttingen, Hörer der Kollegs von Johann Friedrich Herbart wurde. Zugleich trat Kohlrausch auch in Herbarts „Pädagogische Gesellschaft“ ein und unternahm mit ihm, Georg Ludolf Dissen und Friedrich Thiersch erste schriftstellerische Versuche. 1810 wurde er Lehrer in Barmen, 1814 in Düsseldorf. Ab 1818 war er Schulrat in Münster, wo er 1823 regelmäßige Direktorenkonferenzen aller Leiter von höheren Schulen einführte, die später in ganz Preußen übernommen wurden. Zwischen 1825 und 1829 war er Vereinsdirektor des Vereins für Geschichte und Altertumskunde Westfalens, Abt. Münster.
1830 berief die hannoversche Regierung Kohlrausch als Oberschulrat und Generalinspektor der gelehrten Schulen. In dieser Funktion (seit 1864 als Generalschuldirektor) vereinheitlichte und reformierte er das höhere Schulwesen des Königreichs Hannover vor allem nach preußischem Vorbild. Dazu gehörte die Einführung einer Abiturprüfung (1846), die Vereinheitlichung der Rechtschreibung und die Reform des Lehrplans durch stärkere Berücksichtigung der Naturwissenschaften, der Geschichte und des Turnens. Kohlrausch verfasste Schulbücher, vor allem zum Geschichtsunterricht, die in zahlreichen Auflagen erschienen und in verschiedene Sprachen übersetzt wurden. Er gilt deswegen als wichtige Persönlichkeit in der Entwicklung der Geschichtsdidaktik. Kohlrausch war außerordentliches Mitglied des Hannoverschen Staatsrates.
Friedrich Kohlrausch gilt als Stammvater einer deutschen Gelehrtenfamilie des 19. Jahrhunderts. Seine Söhne waren Rudolf H. Arnt Kohlrausch (Physiker), Friedrich Ernst Wolff Kohlrausch (1812–1895), Rektor der Realschule des Johanneums in Lüneburg, und der Arzt Otto Kohlrausch (1811–1854). Bekannte Nachkommen sind der Physiker Friedrich Kohlrausch (1840–1910), Autor des Physik-Lehrbuches „Der Kohlrausch“, der Sportpädagoge und Wiederentdecker des Diskus Christian Georg Kohlrausch (1851–1934), der Rechtswissenschaftler Eduard Kohlrausch (1874–1948) und der Sportmediziner Wolfgang Kohlrausch (1888–1980).

## Schriften
- Chronologischer Abriss der Weltgeschichte für den Jugend-Unterricht. 2. Auflage, Büschler, Elberfeld 1815 (Digitalisat); 3. Auflage 1818 (online); 15. Auflage 1861; 13., verbesserte und vermehrte Auflage, Friedlein & Hirsch, Leipzig 1845 (Digitalisat)
- Die deutsche Geschichte für Schule und Haus. 1816; 14. Auflage 1858 (Band 1 online); 15. Auflage Hahn, Hannover 1866.
Englische Übersetzung: A History of Germany. From the Earliest Period to the Present Time. Chapman and Hall, London 1844; weitere Ausgabe derselben Übersetzung New York 1880; Französische Übersetzung, Brüssel 1841.
- Kurze Darstellung der deutschen Geschichte. Büschler, Elberfeld 1822. 11., berichtigte und vermehrte Auflage. Bertelsmann, Gütersloh 1872 (online).
- Das höhere Schulwesen des Königreichs Hannover seit seiner Organisation im Jahre 1830. Culemann, Hannover 1855.
- Erinnerungen aus meinem Leben. Hahn, Hannover 1863. (Digitalisat von Google Bücher; weiteres Digitalisat)
  - W. A. Passow: Rezension. In: Zeitschrift für das Gymnasialwesen 18 (1864), S. 285–290.
- Die deutschen Freiheitskriege von 1813, 1814 und 1815 11. Aufl., Hahn, Hannover 1890 (Digitalisat)

## Auszeichnungen
- 1833 Ritter des Guelphen-Ordens[3], dann 1855 Kommandeur 2. Klasse, 1859 Kommandeur 1. Klasse.